# Scharlaken (stof)
Scharlaken is een wollen fijngeschoren lakenstof. Het scharlaken, (vroeger ook gespeld als scheerlaken, schaerlaken) is het laken dat een extra nabehandeling kreeg: het wegknippen of wegscheren van oneffenheden, pluizen en noppen. Naast tal van benamingen zoals het "Iepers laken", het "Brussels laken", het "Kortrijks laken", werd het "scharlaken" aldus synoniem van kwaliteitsstof; zoals ook in het loflied op de sterke vrouw in het boek der spreuken (31:21) uit het oude testament: Zij vreest voor haar familie geen sneeuw, want heel haar gezin is in scharlaken gekleed.
Zeker als dit scharlaken dan nog de kleur scharlaken meekreeg. Het scharlakenrood was in de middeleeuwen binnen de kerk bijvoorbeeld voorbehouden aan kardinalen en prelaten. Zowel de scharlaken kleur als de scharlaken stof hebben dus de connotatie "uitzonderlijk". In een "mantel van scharlaken" voor de koning komen de twee betekenissen samen. De stof scharlaken kon echter ook wit, blauw, groen of bruin zijn.
De naam van de kleurstof scharlaken zou afkomstig zijn van het Latijnse scarlatum dat op zijn beurt van het Perzische saqirlat is afgeleid. Deze donkerrode tot purpere kleur werd in het oude Rome onder meer gebruikt om de band te kleuren op de toga's van de Senatoren, ter onderscheiding van de gewone toga's.

## Familienaam
Scharlaken of scharlakens verwijst naar de persoon die de extra nabehandeling uitvoerde. Deze werd ook wel droogscheerder genoemd. Men vindt deze persoonsaanduiding terug in oude rekeningen uit Ieper, bekend om zijn lakenindustrie.
Bij het ontstaan van achternamen vindt men vaak sporen van ambachten terug, zoals Mulder(s) of Molenaar, Olislaegers, Vilders of de Vilder, Volders of de Volder en Seeldraaiers. Zo is ook Scharlaken, in diverse spellingen, als familienaam ontstaan: Scharlakens, Schaerlaekens, Schaerlaeckens. Ook de Engelse familienaam Scarlett komt van het woord scharlaken.